# Römerberg
Römerberg è un comune di 9.251 abitanti della Renania-Palatinato, in Germania.
Appartiene al circondario (Landkreis) del Rhein-Pfalz-Kreis (targa RP).